# Françoise Dolto
Françoise Dolto (6 november 1908 – 25 augustus 1988) was een Frans kinderarts en psychoanalyticus. Ze werkte met onder anderen de Franse psychiater Jacques Lacan en staat bekend om haar psychotherapeutisch werk met kinderen. Ze was ook de moeder van de in Frankrijk zeer populaire zanger Carlos (1943-2008) en de zuster van de minister Jacques Marette (1922-1984).